# Olimpia Coral Melo Cruz

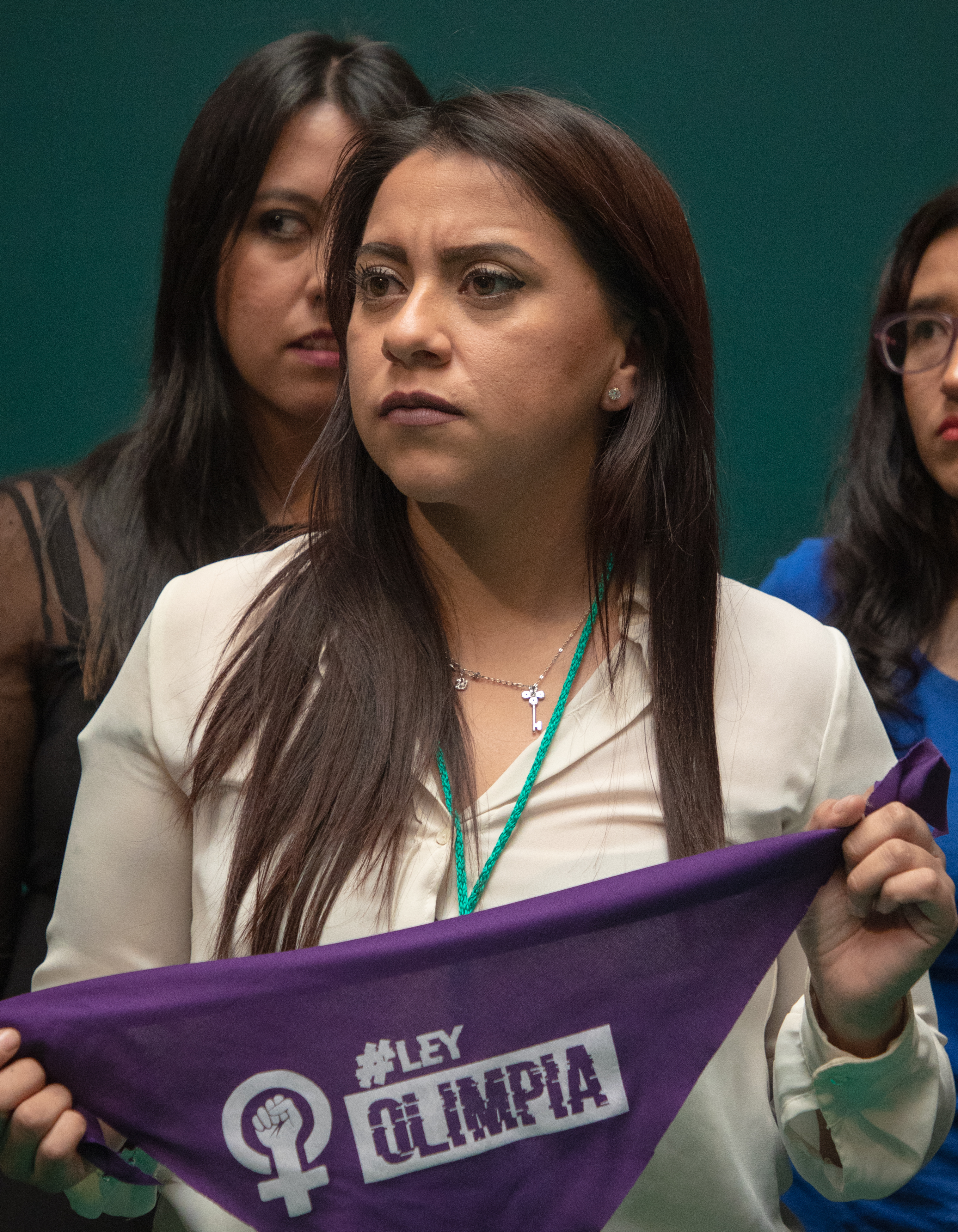
Olimpia Coral Melo 2019

Olimpia Coral Melo Cruz (geboren 1995 in Huauchinango, Puebla) ist eine mexikanische Frauenrechtsaktivistin, die, nachdem sie selbst ein Opfer von Porno-Rache geworden war, in jahrelangem Kampf die Einführung eines Gesetzes erreichte, das die Verbreitung von Videos oder anderem Material mit intimen Inhalten ohne Einverständnis der Abgebildeten unter Strafe stellt. In Mexiko wurde das Gesetz nach ihr benannt und unter dem Namen Ley Olimpia (Olimpia-Gesetz) bekannt. Vom Time-Magazin wurde sie in die Liste der 100 einflussreichsten Personen des Jahres 2021 aufgenommen.

## Leben
Olimpia Coral Melo Cruz wuchs in der Kleinstadt Huachinango im Norden des Bundesstaates Puebla auf. Im Jahr 2013, als sie 18 Jahre alt war, wurde ein Video in den sozialen Netzwerken verbreitet, das sie beim Sex zeigte. Sie hatte es gemeinsam mit ihrem damaligen Freund aufgenommen, der aber in dem Video nicht zu erkennen war.
Das Video verbreitete sich rasch in ihrer Heimatstadt und führte u. a. dazu, dass sie zahlreiche Nachrichten erhielt und auf der Straße angepöbelt wurde. Zudem erhielt sie zahlreiche Sex-Angebote, nachdem auch noch die Lokalzeitung Fotos von ihr auf dem Titelblatt gedruckt hatte. Olimpia verließ daraufhin acht Monate lang das Haus nicht mehr, sie litt an Depressionen und versuchte in dieser Zeit dreimal, sich das Leben zu nehmen.
Im Laufe der Monate kam sie zu der Erkenntnis, dass sie selbst keine Schuld trug, sondern dass sie ein Opfer digitaler Gewalt geworden war und dass sie zudem dieses Schicksal mit vielen anderen Frauen teilte. Aus dieser Erkenntnis heraus entschloss sie sich, Anzeige bei der Staatsanwaltschaft zu erstatten. Diese wurde jedoch abgelehnt mit der Begründung, dass sie bei der Aufnahme des Videos weder betrunken gewesen sei noch unter Drogen gestanden habe und auch keine Vergewaltigung stattgefunden habe. Somit lag nach damaligem Recht kein Straftatbestand vor.

### Kampf für Gesetzesänderung
Olimpia Melo Cruz entschied sich, für eine Gesetzesänderung zu kämpfen. Noch in Puebla entstand die Gruppe Mujeres contra la violencia de género (Frauen gegen geschlechtsspezifische Gewalt). Als sie nach Mexiko-Stadt zog, bekam sie dort Unterstützung durch andere Aktivistinnen und verschiedene Gruppen, mit denen sie die Frente Nacional para la Sororidad (etwa: Nationale Schwesternschaftsfront) gründete.
Zunächst erarbeitete sie gemeinsam mit anderen Frauen einen Vorschlag für eine Gesetzesreform im Bundesstaat Puebla, den sie im März 2014 in einem Bürgerforum einbrachten. Es dauerte noch bis 2018, bis das neue Gesetz verabschiedet wurde. Nach jahrelangem Kampf wurden bis zum November 2020 weitere entsprechende Gesetze in insgesamt 29 mexikanischen Bundesstaaten verabschiedet.
Auf nationaler Ebene wurde die Ley Olimpia (Olimpia-Gesetz) im November 2020 schließlich durch den mexikanischen Senat und am 29. April 2021 durch das Abgeordnetenhaus angenommen. Nach seiner Veröffentlichung am 1. Juni 2021 im Diario Oficial de la Federación, dem mexikanischen Gesetzblatt, trat das Gesetz dann am 2. Juni 2021 auf nationaler Ebene in Kraft.

### Auszeichnungen
- Person des Jahres, benannt durch El Heraldo de México[9]

- Ihre Heimatstadt ernannte sie im Dezember 2020 zur angesehenen Bürgerin von Huauchinango[10]
- Das Time-Magazin nahm Olimpia Coral Melo Cruz in die Liste der 100 einflussreichsten Persönlichkeiten des Jahres 2021 auf.[11][12]